# فصة وحيدة السداة
الفصة وحيدة السداة (باللاتينية: Medicago monantha) نوع نباتي يتبع جنس الفصة من الفصيلة البقولية.

## الموئل والانتشار
موطنها بلاد الشام وتركيا وجنوب القوقاز.

## مرادفات للاسم العلمي
- (باللاتينية: Trigonella monantha C. A. Mey.)
- (باللاتينية: Trigonella brahuica Boiss.))
- (باللاتينية: Trigonella incisa Benth.)
- (باللاتينية: Trigonella noeana Boiss.))
- (باللاتينية: Trigonella monantha subsp. incisa (Benth.) Ali)
- (باللاتينية: Trigonella monantha subsp. noeana (Boiss.) Hub.-Mor.)